# 法律輔助人員

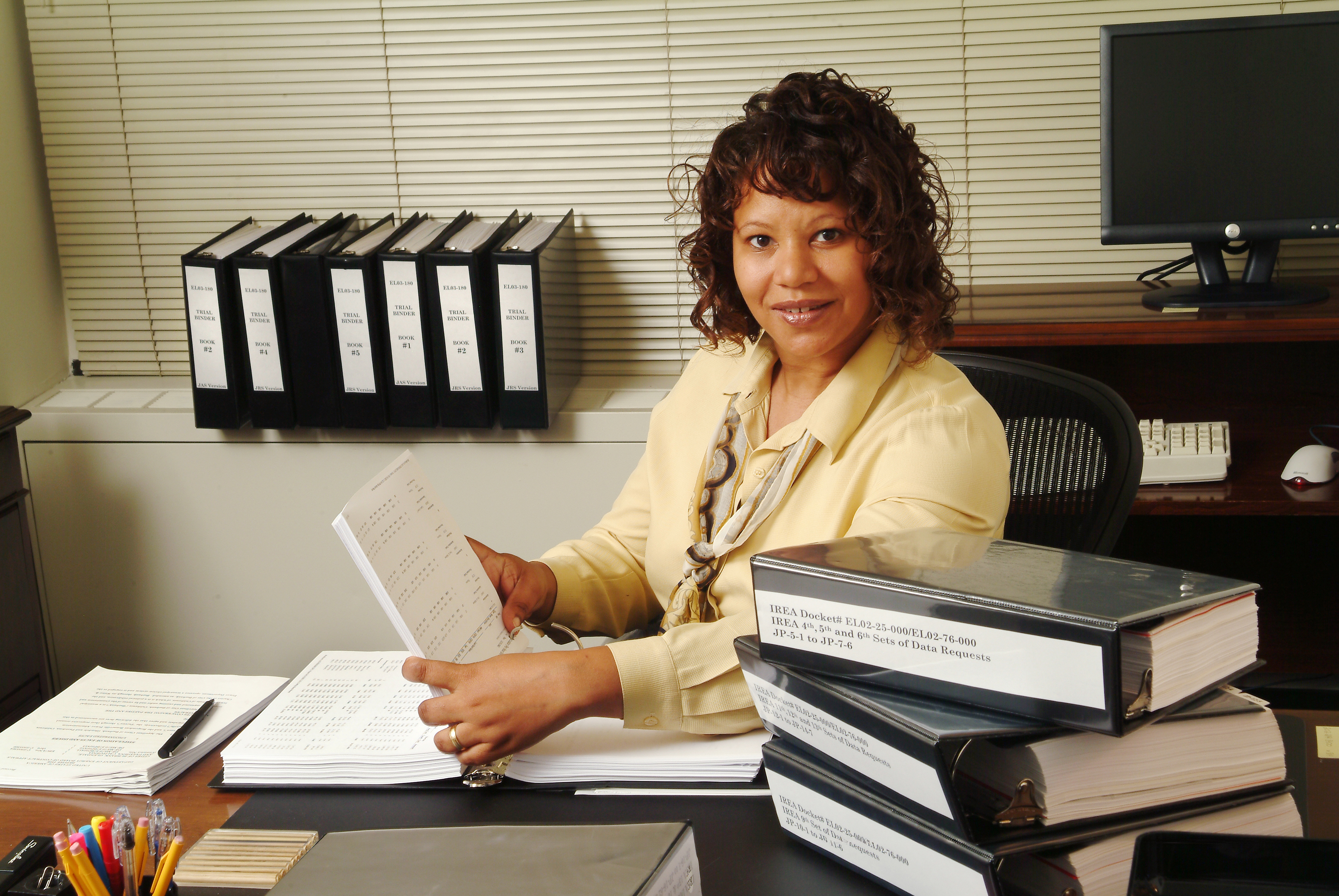
美國的一名法律輔助人員，攝於2004年

法律輔助人員（英語：paralegal）是一種法律專業人士，職責因司法管轄區而異。在大多數司法管轄區，法律輔助人員不可獨立提供法律服務。在一些司法管轄區，法律輔助人員可以開展自己的業務並提供法律輔助服務。
美國律師協會於1967年認可法律輔助人員的概念，並於1968年設立首個法律輔助人員委員會。
法律輔助人員可提供比律師更廉價的服務。